# 로마신경
로마신경(라틴어: Romanum, 영어: Old Roman Creed)은기독교 신앙을 공개한 최초 신앙고백문 중 하나이다. 나중에 사도신경으로 발전하는 근거가 되었다. 로마신경은 원래 그리스어로 쓰여졌는데, 아퀼레이아의 루피누스(Rufinus of Aquileia)가 라틴어로 번역하였다. 로마신경 원본이 기원후(A.D) 125년과 135년 중 어느 시기에 존재했는지에 대해서는 논쟁의 여지가 있다. 로마신경 문장은 로마 도시에서 신자들이 세례받을 때 사용한 신앙고백문이라기보다는 안시라의 마르셀루스 개인의 신앙고백문일 수도 있다. 이 마르세루스 신앙고백문은 4세기 로마의 교회에서 받아들여진 후 라틴어 사도신경(Symbolicum Apostolicum)으로 서방 교회에서 널리 사용되었다.

## 유래
옥스퍼드 기독교 사전에 따르면 로마신경의 최초 본문은 기원후(A D) 340년 또는 341년 교황 율리우스 1세에게 보낸 편지에서 발견되는데 최근에는 아리우스파 사상을 반박하는 과정에서 발전되었다는 주장이 제기되고 있다. 안시라의 마르셀루스가 아리우스파의 영향 때문에 자신의 교구에서 추방당한 뒤 2년 동안 로마에서 지내다가 로마 주교(Bishop of Rome)인 율리우스 1세에게 신조를 남기고 떠났다는 주장이 바로 그것이다.

## 사도신경과 본문 비교
왼쪽 굵은 고딕체 문장은 로마신경이고, 오른쪽 이탤릭체 문장은 현재 교회에서 사용하고 있는 사도신경이다.
| 로마신경                                                  | 사도신경                                                              |
| --------------------------------------------------------- | --------------------------------------------------------------------- |
| 1. I believe in God the Father almighty                   | I believe in God, the Father almighty, creator of heaven and earth.   |
| 2. and in Christ Jesus His only Son, our Lord,            | I believe in Jesus Christ, his only Son, our Lord,                    |
| 3. Who was born from the Holy Spirit and the Virgin Mary, | who was conceived by the Holy Spirit and born of the virgin Mary.     |
| 4. Who under Pontius Pilate was crucified and buried,     | He suffered under Pontius Pilate, was crucified, died, and was buried |
| 5. on the third day rose again from the dead,             | he descended to hell. The third day he rose again from the dead.      |
| 6. ascended to heaven,                                    | He ascended to heaven                                                 |
| 7. sits at the right hand of the Father,                  | and is seated at the right hand of God the Father almighty.           |
| 8. whence He will come to judge the living and the dead,  | From there he will come to judge the living and the dead.             |
| 9. and in the Holy Spirit,                                | I believe in the Holy Spirit,                                         |
| 10. the holy Church,                                      | the holy catholic church,                                             |
| 11. the remission of sins,                                | the communion of saints, the forgiveness of sins,                     |
| 12. the resurrection of the flesh                         | the resurrection of the body,                                         |
| 13. (the life everlasting).                               | and the life everlasting. Amen.                                       |

## 마르셀루스의 그리스어 본문
다음은 안시라의 마르셀루스 그리스어 본문이다.
Πιστεύω οὖν εἰς θεòν πατέρα παντοκράτορα·
καὶ εἰς Χριστὸν Ἰησοῦν, τὸν υἱὸν αὐτοῦ τὸν μονογενῆ, τὸν κύριον ἡμῶν,
τὸν γεννηθέντα ἐκ πνεύματος ἁγίου καὶ Μαρίας τῆς παρθένου,
τὸν ἐπὶ Ποντίου Πιλάτου σταυρωθέντα καὶ ταφέντα
καὶ τῇ τρίτῃ ἡμέρα ἀναστάντα ἐκ τῶν νεκρῶν,
ἀναβάντα εἰς τοὺς οὐρανούς
καὶ καθήμενον ἐν δεξιᾳ τοῦ πατρός, ὅθεν ἔρχεται κρίνειν ζῶντας καὶ νεκρούς·
καὶ εἰς τò ἅγιον πνεῦμα,
ἁγίαν ἐκκλησίαν,
ἄφεσιν ἁμαρτιῶν,
σαρκὸς ἀνάστασιν,
ζωὴν αἰώνιον.

## 같이 보기
- 니케아 신경
- 아타나시우스 신경
- 필리오퀘 문제